# Lubartowiak
Lubartowiak – dwutygodnik (w latach 2008 - 2014 był tygodnikiem), ukazujący się w Lubartowie.
Czasopismo zawiera wiadomości z życia miasta Lubartów i powiatu - aktualności, fotorelacje z imprez otwartych, ogłoszenia, repertuar kina Lewart, dyżury aptek itd.
Redakcja Lubartowiaka znajduje się od lipca 2019 w budynku II LO w Lubartowie przy ul. Lubelskiej 68. Wydawcą jest zaś Lubartowski Ośrodek Kultury z siedzibą przy ul. Rynek II 1. Wydawany jest od 1996 r. 